# Andersgrotta

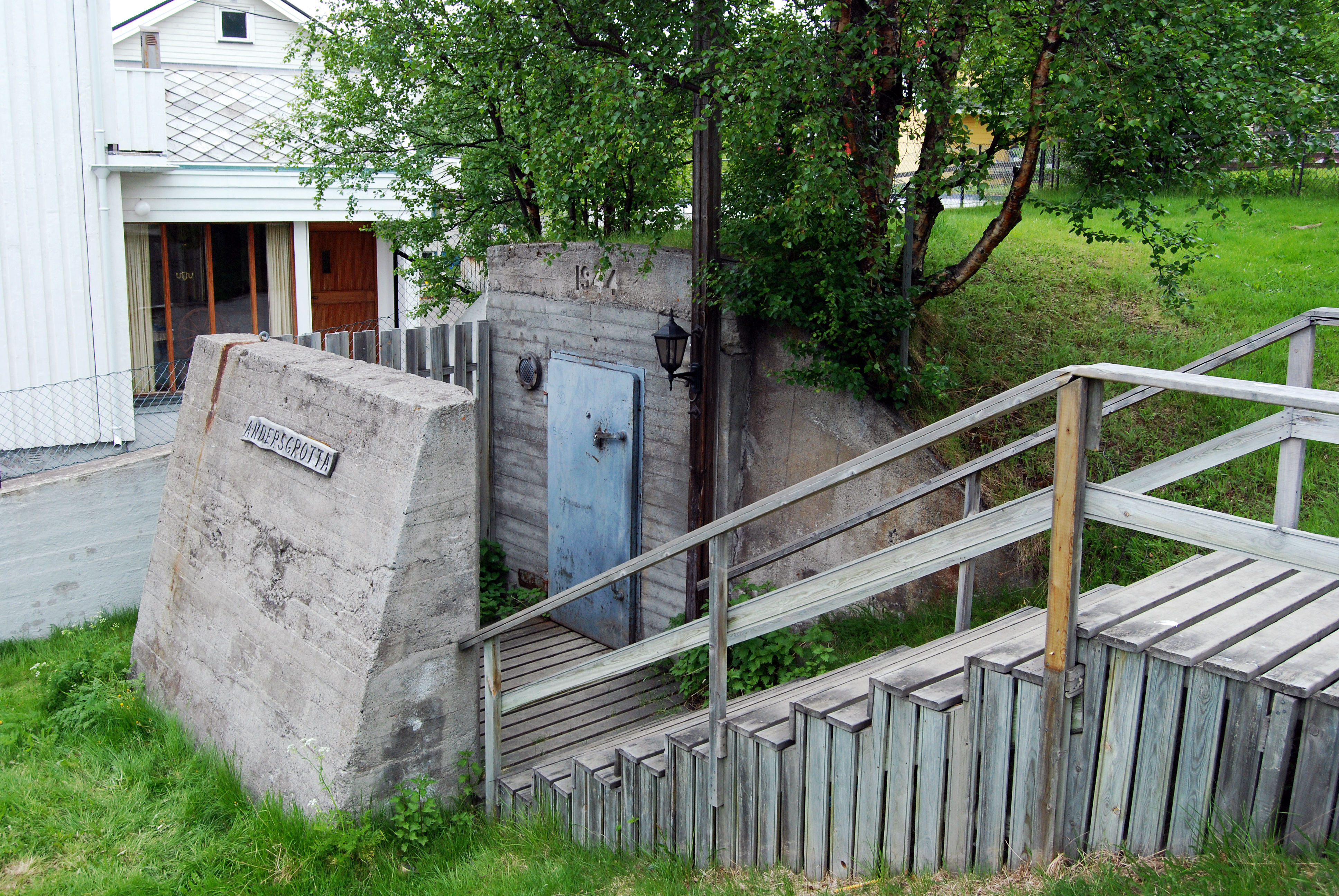
Ingång till Andersgrotta

Andersgrotta är ett tunnelsystem för att användas som skyddsrum i Kirkenes i Norge. 
Andersgrotta anlades under andra världskriget på initiativ av den tyska ockupationsmakten och namngiven efter gruvingenjören Anders Elvebakk, som ledde arbetet. Konstruktionen av tunnelsystemet påbörjades hösten 1941 och  skedde huvudsakligen 1943. Den första tunneln som sprängdes, var från Tellef Dahls gate. Före utbrottet av andra världskriget fanns det inget skyddsrum i Kirkenes. Andersgrotta har ungefär en kilometer gångar och kunde - kortvarigt - skydda omkring 2.000 personer från bombangrepp under andra världskriget. 
Under andra världskriget utsattes Kirkenes av 320 ryska flygangrepp, främst avsedda att avbryta exporten av järnmalm från AS Sydvarangers gruva till Tyskland och införseln av krigsmateriel via hamnen. Då fanns inte tillgång till elektrisk ström eller tillförsel av vatten och luft i skyddsrummet. Detta ordnades efter kriget, liksom toaletter, eftersom det kalla kriget fortfarande aktualiserade ett behov av förberedda skyddsrum. 
Andersgrotta är numera ett turistmål i Kirkenes, med ingång vid Tellef Dahls gate nära Presteveien 19. Ytterligare en, numera igenmurad ingång ligger längre upp på Tellef Dahls gate, nära parken med Russermonumentet, minnesmärket över Röda arméns befrielse av Kirkenes den 25 oktober 1944.